# Josh Turner
Joshua Otis «Josh» Turner (Hannah, Condado de Florence, Carolina del Sur, 20 de noviembre de 1977) es un actor, compositor, productor y cantante de música country y góspel estadounidense que firmó con MCA Records Nashville en 2003, mismo año que lanzó su primer álbum Long Black Train que incluye una canción con el mismo nombre. En 2006, su segundo álbum titulado Your Man, obtuvo éxito popular con dos de sus canciones que fueron No. 1 en reproducciones: Would You Go with Me y Your Man; mientras que en 2007 la canción Firecracker de su álbum: Everything is Fine, descendió a No. 2 en la tabla de reproducciones musicales. En 2010 lanzó su tercer álbum Haywire, donde produjo sus mayores éxitos Why Don't We Just Dance y All Over Me que encabezaron la lista Billboard Hot 100 por cuatro semanas consecutivas. En 2012 su álbum Punching Bag, cuyo sencillo Time Is Love fue considerado el mejor hit de música country según Billboard (Listas de Fin de Año). Es muy conocido por su voz gruesa.

## Primeros años
Turner fue criado en Hannah, Carolina del Sur. Sus padres son de ascendencia británica. Creció en la iglesia, fundó un cuarteto de gospel llamado Thankful Hearts donde hizo la voz de bajo, además de cantar las partes de bajo y barítono en coros.
En 1996, Turner desarrolló una lesión en su cuerda vocal derecha. Los médicos le aconsejaron que dejar que se cure por sí mismo. La cirugía no era necesaria, pero tenía que descansar su voz durante un año. Mientras Turner dejó descansar su voz en casa, aprendió técnica vocal clásica y métodos para cuidar su voz y evitar el desarrollo de problemas adicionales. Turner afirma que "aprendió a silbar muy bien durante ese año."
Después de la secundaria, pasó algún tiempo en Francis Marion University antes de mudarse a Nashville, Tennessee para seguir una carrera en la música y se matriculó en la Universidad de Belmont. Después de la universidad, su incipiente carrera recibió un impulso el 21 de diciembre de 2001, durante su debut en el Grand Ole Opry, cuando debutó una canción que escribió titulado "Long Tren Negro", por la cual recibió una ovación de pie durante la canción y volvió a cantarla al finalizar.

## Carrera profesional

### 2001–2004: Primer Disco: "Long Black Train"
El 21 de diciembre de 2001, Turner debutó en el Grand Ole Opry con la canción "Long Black Train."
En 2003, Turner lanzó su álbum debut, también titulado "Long Black Train". Antes de su lanzamiento, Turner había lanzado algunos singles en vinilo, los nombre de ellos eran: "Backwoods Boy", "What It Ain't", "She'll Go on You" y "Long Black Train."
Aunque ni "Backwoods Boy" ni "She'll Go on You" tuvieron gran éxito, este último en horas trepó al puesto número 46 en las listas de country, mientras que el gran éxito fue "Long Black Train" pasando más de cuarenta semanas en las listas de música country de Billboard, alcanzando en un pico el número 13 y recibió una certificación de oro. El tercer sencillo, "What It Ain't", tuvo un éxito más mesurado, alcanzando el puesto 31.

### 2005–2006: Segundo Disco: "Your Man"
A principios de 2006, Turner lanzó su segundo álbum, Your Man. El primero corte de difusión le dio nombre al trabajo discográfico, "Your Man", fue coescrito por Jace Everett y lanzado a finales de 2005. "Your Man" empezó a subir en las listas poco a poco, hasta alcanzar el número 1 a principios de 2006. Su hombre fue certificado por la RIAA cuatro semanas después de su lanzamiento, y se convirtió en disco de platino seis meses después.
"Would You Go with Me" fue el segundo single de Your Man.  "Would You Go with Me" también llegó a la cima de las listas de singles de Estados Unidos, sosteniendo esa posición durante dos semanas; también logró el número 48 en el Billboard Hot 100. en noviembre de 2006 Turner actuó en los Premios CMA.
Poco después del lanzamiento del álbum, una canción que se llama "Yo y Dios" fue lanzado como un sencillo a la radio cristiana. Un dúo con el músico de bluegrass Ralph Stanley, la canción también contó con miembros de la banda Diamond Rio en coros. "Yo y Dios" alcanzó un pico de No. 16 en las listas de country.
En diciembre de 2006, Turner fue nominado a los premios Grammy por Mejor Interpretación Vocal Country y al Mejor Álbum de Música Country. Ese mismo mes, featurette de CMT Insider mostró a Turner en el estudio trabajando en su nuevo álbum. Mencionó que quería que sonara como la música de los siglos XVIII y XIX. Turner grabó su álbum "Turner: Live At The Ryman" en el Auditorio Ryman, donde fue grabado en vivo, fue grabado en abril de 2007.
Turner, junto con compositores veteranos Brett James y Don Schlitz, escribió una canción titulada "Say Yes"; grabado y lanzado por el cantante Dusty Drake en 2007, la canción entró en el Top 40 Country convirtiéndose en un hit de Drake, alcanzando el Nº 36 de la lista.

### 2007–2008: Tercer Disco: "Everything Is Fine"
El 29 de septiembre de 2007, mientras se entregaba un premio a Roy Clark por cumplirse el 20° aniversario de Clark en el Grand Ole Opry, Josh Turner fue invitado a convertirse en miembro del Grand Ole Opry. Fue incluido por Vince Gill, el 27 de octubre de 2007. Él es el segundo miembro más joven de después de Carrie Underwood.
El Tercer álbum de estudio de Turner, titulado Everything Is Fine, fue lanzado el 30 de octubre de 2007. Su primer sencillo, "Firecracker", se convirtió en el tercer hit Top Ten de Turner en los ranking de música, alcanzando el puesto número 2. El segundo sencillo, fue un dueto con Trisha Yearwood titulado "Another Try", fue lanzado a finales de enero de 2008, alcanzando su mejor posición en el puesto número 15. El trabajo completo alcanzó el puesto Nº 20 y fue certificado como disco de oro.

### 2009–2011: Cuarto Disco: "Haywire"
A finales de junio de 2009, Turner concluyó la grabación de su cuarto álbum, Haywire. El primer sencillo, "Why Don't We Just Dance", que fue lanzado el 12 de agosto de 2009, debutó en el puesto número 57 en la lista de Billboard Hot Songs para la semana del 5 de septiembre de 2009. La canción se convirtió en el tercer hit número uno de Turner, pasado cuatro semanas consecutivas en el top en febrero de 2010. El álbum fue lanzado el 9 de febrero de 2010, junto con una versión de lujo. En abril de 2010 fue lanzado "All Over Me" como el segundo single del álbum; se convirtió en cuarto de número uno de Turner. El 27 de septiembre de 2010, Turner lanzó el video de "I Wouldn't Be a Man" en Nashville, que fue el tercer sencillo del Haywire.

### 2012 - presente: Quinto Disco: "Punching Bag" y el sexto álbum de estudio
Quinto álbum de estudio de Turner, Bolsa de boxeo, fue lanzado el 12 de junio de 2012 y precedido por el sencillo "Time Is Love". La canción, fue escrita por Tom Shapiro, Tony Martin, y Mark Nesler, fue lanzado digitalmente el 20 de diciembre de 2011 y estrenado en radio el 9 de enero. La canción alcanzó el número 2, pero terminó el año 2012 como el Nº 1 según Billboard. El álbum segundo sencillo "Find Me a Baby", fue lanzado en radio el 15 de octubre de 2012, pero no pudo hacer top 40 de las listas de country.
También en 2012, Turner lanzó "Live Across America" con doce de sus canciones grabadas en concierto en diferentes ciudades. Turner dijo: "Esas son las actuaciones más mágicas de cada canción."
El primer sencillo del próximo sexto álbum de estudio de Turner, "Lay Low", fue lanzado a la radio del país el 1 de septiembre de 2014.

## Cine
Turner intrrpretó a George Beverly Shea en el año 2008 en la película Billy: The Early Years, sobre el evangelista Billy Graham. Shea fue el solista de la Billy Graham Crusades.

## Vida personal
Turner tiene un hermano, Matt, y una hermana, Carrie. Turner es un cristiano devoto. Se casó con su esposa Jennifer Ford en 2003. Se conocieron en la Universidad de Belmont, donde ambos asistieron a la escuela en ese momento. Jennifer viaja con Josh cuando está de gira, tocando los teclados y cantando coros. Tienen cuatro hijos, Hampton, Colby, Marion, y Samuel (nacido en 2014).